# Nati nel 972
| Questa pagina contiene informazioni ricavate automaticamente dalle voci biografiche con l'ausilio del template Bio e di un bot. L'aggiornamento è periodico e automatico e ricostruisce completamente la pagina. Se manca una persona in questa lista, sei pregato di non aggiungerla, ma accertati piuttosto che la sua voce biografica contenga il template Bio e che i dati anagrafici siano correttamente compilati. Se il template Bio manca, inseriscilo tu stesso o, in alternativa, metti l'avviso {{tmp\|Bio}} che ne segnala la mancanza. Se i dati riportati sono sbagliati, correggi direttamente la voce biografica; le modifiche saranno visibili in questa lista entro pochi giorni. Per chiarimenti vedi il progetto biografie. La lista contiene solo le 6 persone che sono citate nell'enciclopedia e per le quali è stato implementato correttamente il template Bio. Pagina aggiornata al 13 gen 2025. |

- 27 marzo - Roberto II di Francia, sovrano († 1031)
- 26 maggio - Raimondo Borrell di Barcellona, conte († 1017)
- Al-Mawardi, giurista, sociologo e politologo arabo († 1058)
- Bi Sheng, tipografo e inventore cinese († 1051)
- Helgaud, monaco cristiano, storico e biografo franco († 1048)
- Fujiwara no Michinobu, poeta giapponese († 994)